# Бутырский сельсовет (Задонский район)
Бутырский сельсовет — сельское поселение в Задонском районе Липецкой области Российской Федерации.
Административный центр — село Бутырки.

## География
Поселение граничит на западе — с Хмелинецким сельсоветом, на севере - с Донским сельсоветом, на востоке — с Рогожинским сельсоветом, на юге — с Кашарским сельсоветом. Площадь поселения составляет 7869 га.

## История
Статус и границы сельского поселения установлены Законом Липецкой области от 23 сентября 2004 года № 126-ОЗ «Об установлении границ муниципальных образований Липецкой области»

## Население
| 2010 | 2012 | 2013 | 2014 | 2015 | 2016 | 2017 |
| ---- | ---- | ---- | ---- | ---- | ---- | ---- |
| 637  | ↘630 | ↘629 | ↗645 | ↗646 | ↗671 | ↗684 |
| 2018 | 2021 |      |      |      |      |      |
| →684 | ↘623 |      |      |      |      |      |

## Состав сельского поселения
| № | Населённый пункт | Тип населённого пункта       | Население |
| - | ---------------- | ---------------------------- | --------- |
| 1 | Бутырки          | село, административный центр | ↘497      |
| 2 | Синявка          | деревня                      | ↘140      |